# Apis mellifera lamarckii
La abeja del Nilo o abeja egipcia (Apis mellifera lamarckii) es una subespecie de abeja doméstica de color oscuro con abdomen amarillo, con rayas blancas de bandas espesas. Es una abeja pequeña como las razas del sur del Sahara. Su nombre subespecífico fue dedicado a Jean-Baptiste Lamarck. Es una abeja de linaje O, (según Franck et al. 2000) emparentada con las razas orientales y no las africanas de linaje "tipo A". Fue sin duda una raza muy utilizada en la apicultura del antiguo Egipto. Es una abeja con un alto grado de conducta defensiva común a todas las razas africanas. De menor producción en kilos de miel que las razas europeas. Originalmente Carlos Linneo le dio el nombre de Apis mellifera fasciata a lo que hoy denominamos Apis mellifera lamarckii.
Egipto actualmente tiene dos razas para producir, Apis mellifera lamarckii y Apis mellifera carnica.
En un estudio donde se comparó la conducta higiénica de esta abeja con Apis mellifera carnica la abeja egipcia prácticamente duplicó tras 24 horas la capacidad de limpieza ésta. Esta conducta, seleccionada naturalmente, hace que la subespecie sea un reservorio interesante para un programa de selección de conducta higiénica, extremadamente útil en enfermedades como loque europea o loque americana.